# Sint-Amanduskerk (Meulebeke)

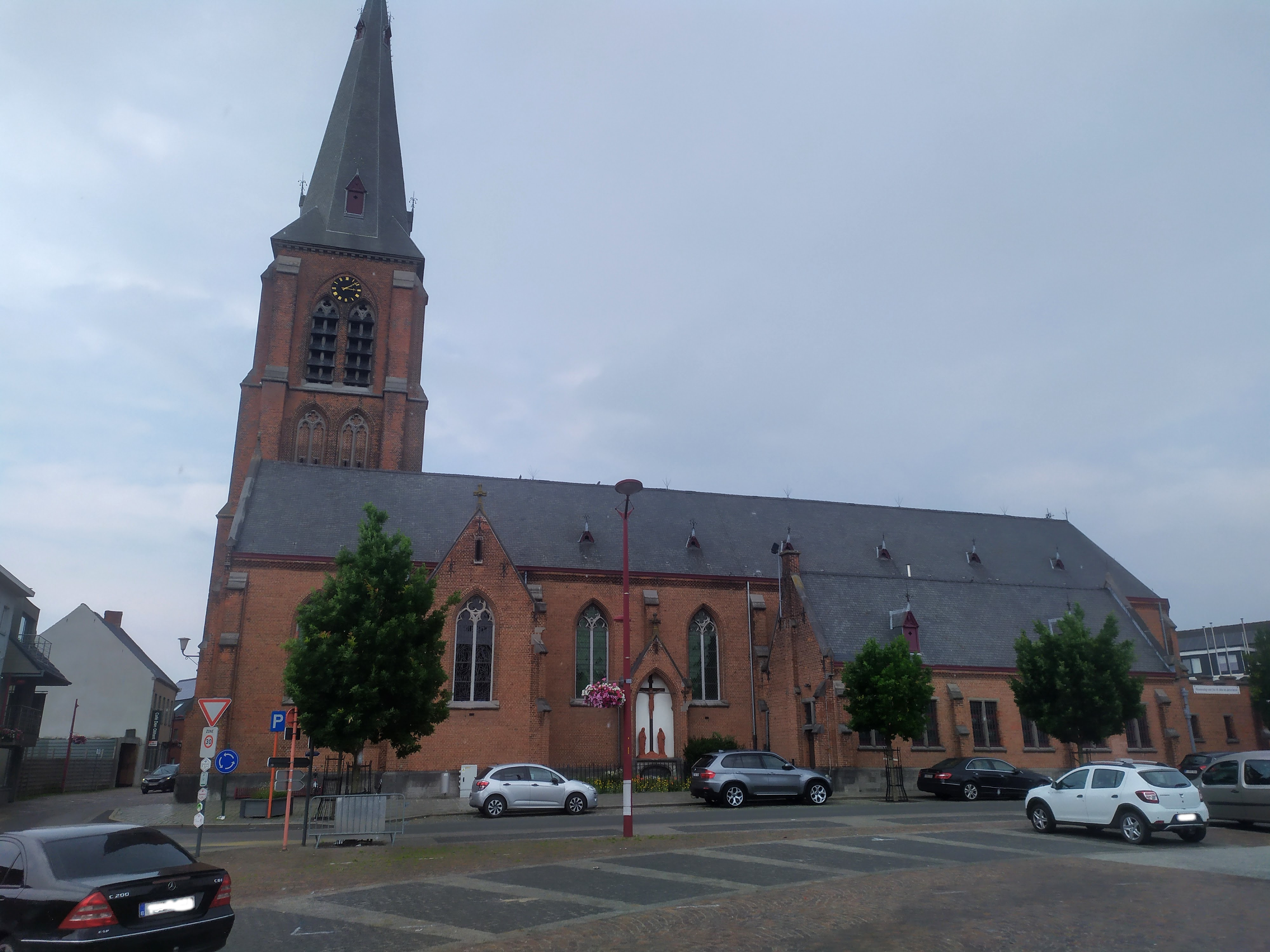
Aanzicht vanaf de Markt op de zuidzijde van de Sint-Amanduskerk

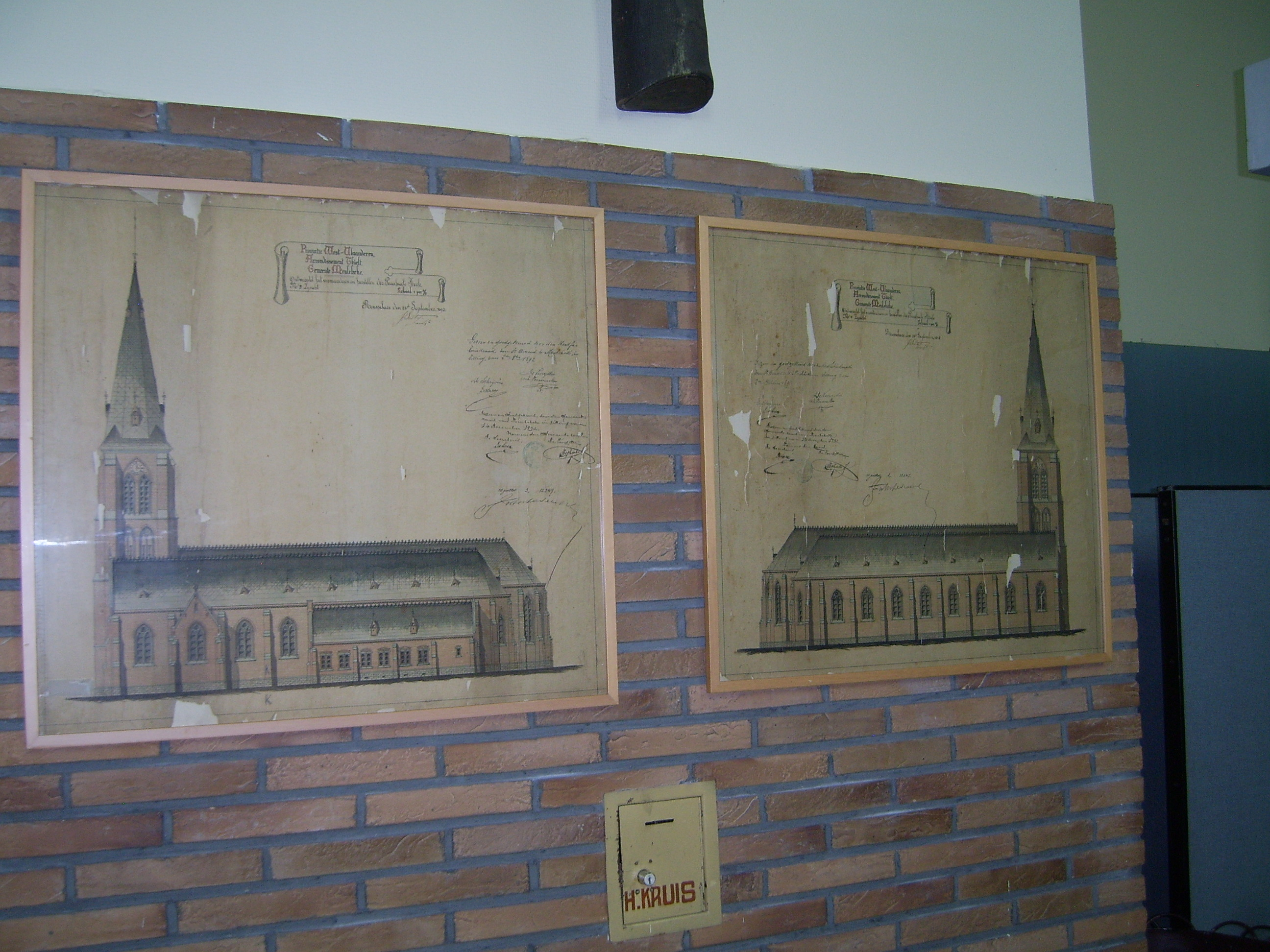
Bouwplannen van de Sint-Amanduskerk

De Sint-Amanduskerk is een rooms-katholieke kerk aan de Markt in de West-Vlaamse plaats Meulebeke. Anno 2021 valt de kerk onder de eenheid/federatie PE Elisabet Meulebeke
Wellicht was hier in de zevende eeuw al een bidplaats. Het huidige neogotische gebouw is opgetrokken tussen 1893 en 1896. De kerk is ten minste twee keer in andere stijl herbouwd en de oudste fundamenten dateren uit omstreeks 1100.

## Zevende eeuw
Het Vlaams Instituut voor het Onroerend Erfgoed vermoedt dat er uit kruisende verbindingswegen een dorpsplein ontstaan kan zijn, waaraan in de zevende eeuw van hout en leem een bidplaats gebouwd is.

## Romaanse kerk
Omstreeks 1100 wordt de eerste stenen kerk gebouwd, een Romaanse hallenkerk met vieringtoren. Blijkens een schenking uit 1163 van bisschop Geraldus van Doornik blijkt dat de kerk dan al, en dus waarschijnlijk sinds de bouw, is gewijd aan Sint-Amandus. De kerk ontkomt in 1566 aan de Beeldenstorm en met hulp uit naburige dorpen worden in 1572 de  geuzen verjaagd. Toch wordt het interieur in de daaropvolgende jaren vernield door rondtrekkende geuzen. Op 27 september 1645 wordt de kerk door het Franse leger in brand gestoken.
Tot aan 1715 wordt herstelwerk uitgevoerd.

## Renaissancekerk
In 1715 wordt Jacobus Mys pastoor van de kerk en hij laat de kerk in barokstijl, met een kleine toren, herbouwen door Guillaume Nolf. Daarbij wordt de sacristie afgebroken die in 1709, nog maar enkele jaren tevoren, gebouwd was. Na de Eerste Coalitieoorlog wordt het gebied door Frankrijk geannexeerd en in 1797 wordt de kerk door de Franse bezetter gesloten, maar in 1802 wordt zij weer in gebruik genomen.

## Neo-gotische kerk 1896
In 1892 valt het besluit om de kerk opnieuw te herbouwen en uit te breiden. Architect en bouwheer Jules Soete uit Roeselare ontwerpt een neogotische hallenkerk die na een openbare aanbesteding gerealiseerd wordt door Declerq Désiré De bouw duurt van 1893 tot 1896. De vernieuwde kerk wordt op 12 juli voltooid en is 53 meter lang en 22.60 meter breed. De nieuwe naaldtoren is veel groter dan de oude, zo'n 60 meter hoog, met daarop een smeedijzeren kruis. Dat staat boven op een wereldbol in verguld koper met een dito windhaan.
De kerk is ingewijd op 21 september 1896, door de Brugse bisschop Gustavus Josephus Waffelaert.
Tijdens de Eerste Wereldoorlog werd er twee maal schade berokkend aan de kerk. Een eerste maal op 7 oktober 1917, bij de roof van haar drie klokken, en een tweede maal op 17 en 18 oktober 1918 tijdens de terugtrekking van de Duitsers. Tijdens die beschieting was de toren het mikpunt van de Duitse artillerie en kregen ook de oost- en zuidflanken van de torenkuip harde klappen. Sporen van inslag van granaten en obussen waren overal merkbaar zowel op de vloer en muren als op de kerkmeubels. De herstellingen werden betaald door de Dienst voor Vereffening der Oorlogsschade.
Tijdens de Tweede Wereldoorlog lag Meulebeke in de vuurlinie op 26 mei 1940, de dag voor de capitulatie. In het noorden over de spoorlijn teruggetrokken, lag het kamp van de Belgen die Meulebeke bestookte waar de Duitsers uit het zuiden waren binnengevallen. Het gevecht duurde tot 27 mei, de dag van capitulatie.
De schade was terug heel groot, in de noordzijde van de toren hadden de Duitsers een grote opening gemaakt om van daaruit de Belgen onder vuur te nemen. In omgekeerde richting waren op de kerk ook verschillende voltreffers gekomen: één op het dak van de middenbeuk; één op het dak van de Sint-Amandusbeuk; drie tegen de noordmuur van de O.L. Vrouwebeuk en ook drie tegen de noordkant van de torenkuip. Aan de toren was er grote schade aan het uurwerk, de trappen, ladders en aan de zoldering. Ook de brandramen, het meubilair en de kruisweg moesten er aan geloven.
De kerk was dan ook voor enkele dagen niet toegankelijk tot de eerste herstellingswerken waren uitgevoerd. Het volledig herstel kostte  kostte 149.362 Fr. Op 28 juni 1943 werden twee van de drie kerkklokken in beslag genomen door de Duitsers. Het jaar daarop besloot de kerkraad om de veertien staties van de kruisweg naar een veilige schuilkelder over te plaatsen. Samen met het kerkarchief uit de sacristie en pastorie.
In 1962 en 1963 werd de kerk terug hersteld en vernieuwd, deze keer onder leiding van pastoor Lernout.
In het parochieboek schrijft pastoor Lernout het volgende:
Na vele maanden meten, wikken en wegen… na herhaalde besprekingen in de vergaderingen van de kerkraad… na verschillende voorstellen en plannen… werd uiteindelijk in de vergadering van 7 september 1961 beslist:
Deel 1: Opnieuw plakken van de binnenmuren van de kerk en langs onder met steen bezetten
Deel 2: Een nieuw portaaltje langs de kant van de pastorie om wat vlugger de kerk tijdens de zondagsmissen te ontlasten.
Deel 3: De eigenlijke ombouwingswerken:
- wegnemen van de vele grote pijlers, die het uitzicht op het koor en altaar belemmeren; en vervangen door mindere en kleinere pilaren.
- uitlengen van het doksaal om het orgel te kunnen verplaatsen; om het grote achtervenster vrij te maken; om een groter doksaal te hebben.
- verhogen en verlengen van het hoogkoor om een nieuw altaar te plaatsen, dicht bij het volk.
- verbreden van de twee voorste vensters om het nieuwe altaar te belichten.
Op 30 juni 1963 werd het nieuwe altaar ingewijd en waren de herstellingswerken voltooid.
Maar niet alle Meulebekenaren waren het eens met de pastoor, zij vonden het onverantwoord de pilaren uit de neo-gotische kerk te verwijderen en door een strakke, koude en kille betonconstructie te vervangen. Men vond dat door deze ingreep de neogotische architectuur van de kerk definitief geschonden werd. Of deze werken nu de architectuur van het kerkgebouw aangetast hebben, ze hebben wel bijgedragen tot de verbetering van de ‘liturgische’ ruimte van de kerk naar eenheid en zichtbaarheid toe.
Maar er moet wel toegegeven worden dat de ombouwingswerken als experiment dienden voor bisschop De Smedt; uit een brief blijkt dat het bisdom de werken zowel ‘moreel’ als financieel steunden. Maar het is wel bij dit ene experiment gebleven.